# Anton Kotonen
Anton Kotonen (Virolahti, 29 de novembro de 1876 – Helsinque, 25 de janeiro de 1936) foi um advogado, jurista e político finlandês, que atuou como membro do Parlamento e ministro da Justiça no governo de Oskari Mantere.
Originário de uma família de fazendeiros, Kotonen estudou no Liceu de Viburgo e graduou-se em direito em 1902. Três anos depois, obteve o título de varatuomari. Nos anos seguintes, trabalhou como advogado em seu próprio escritório. Kotonen destacou-se como redator de leis e desempenhou um papel significativo no desenvolvimento da linguagem jurídica na Finlândia.